# Humboldt Egyetem
A Berlini Humboldt Egyetem (németül: Humboldt-Universität zu Berlin) Berlin legnagyobb, legrégebbi, s Németország egyik legjobb, legelismertebb egyeteme, mely 28 Nobel-díjast adott a világnak.

## Története

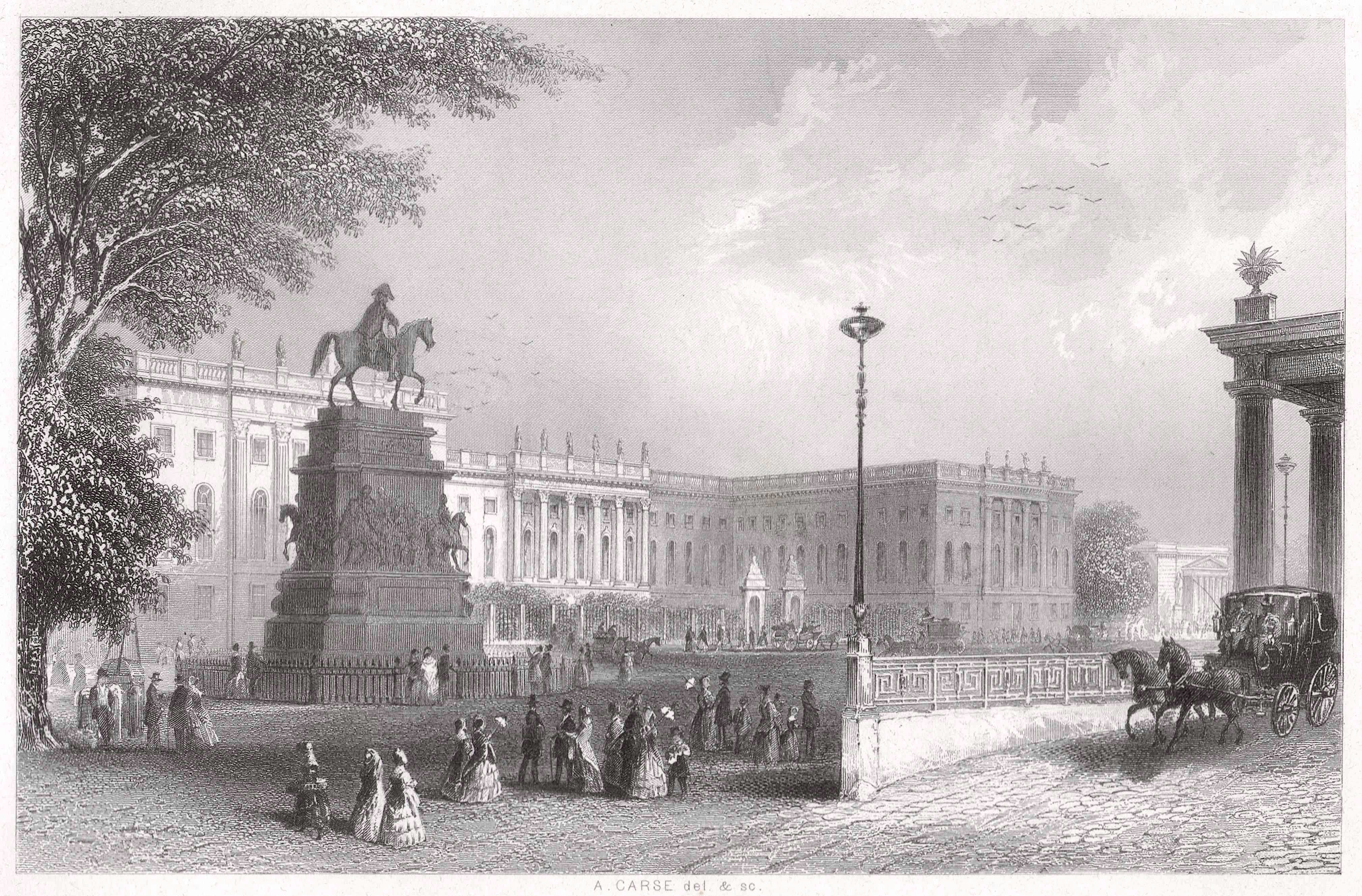
Az egyetem 1850-ben

A liberális porosz oktatási reformer és nyelvész, Wilhelm von Humboldt kezdeményezésére létesült Berlin első egyeteme 1810-ben, III. Frigyes Vilmos idejében – Universität zu Berlin, azaz Berlini Egyetem néven. Már alapításakor az oktatást és a kutatást eggyé ötvöző egyetem mintája volt.
1828-ban már Friedrich-Wilhelms-Universität néven volt ismert – az egyetem ugyanis felvette az alapító király nevét, s használta egészen 1946-ig.
1949 óta használatos a Humboldt-Universität zu Berlin név, melyet a két híres Humboldt (Alexander von Humboldt, Wilhelm von Humboldt) után kapott.

### Az alapítás
Az intézmény 1810-ben nyitotta meg kapuit, 256 diákkal és 52 tanárral. Kezdetben jogi, orvostudományi, filozófiai és teológiai kar működött. Az egyetem első rektora egy filozófus volt, Johann Gottlieb Fichte.

### A bővítés

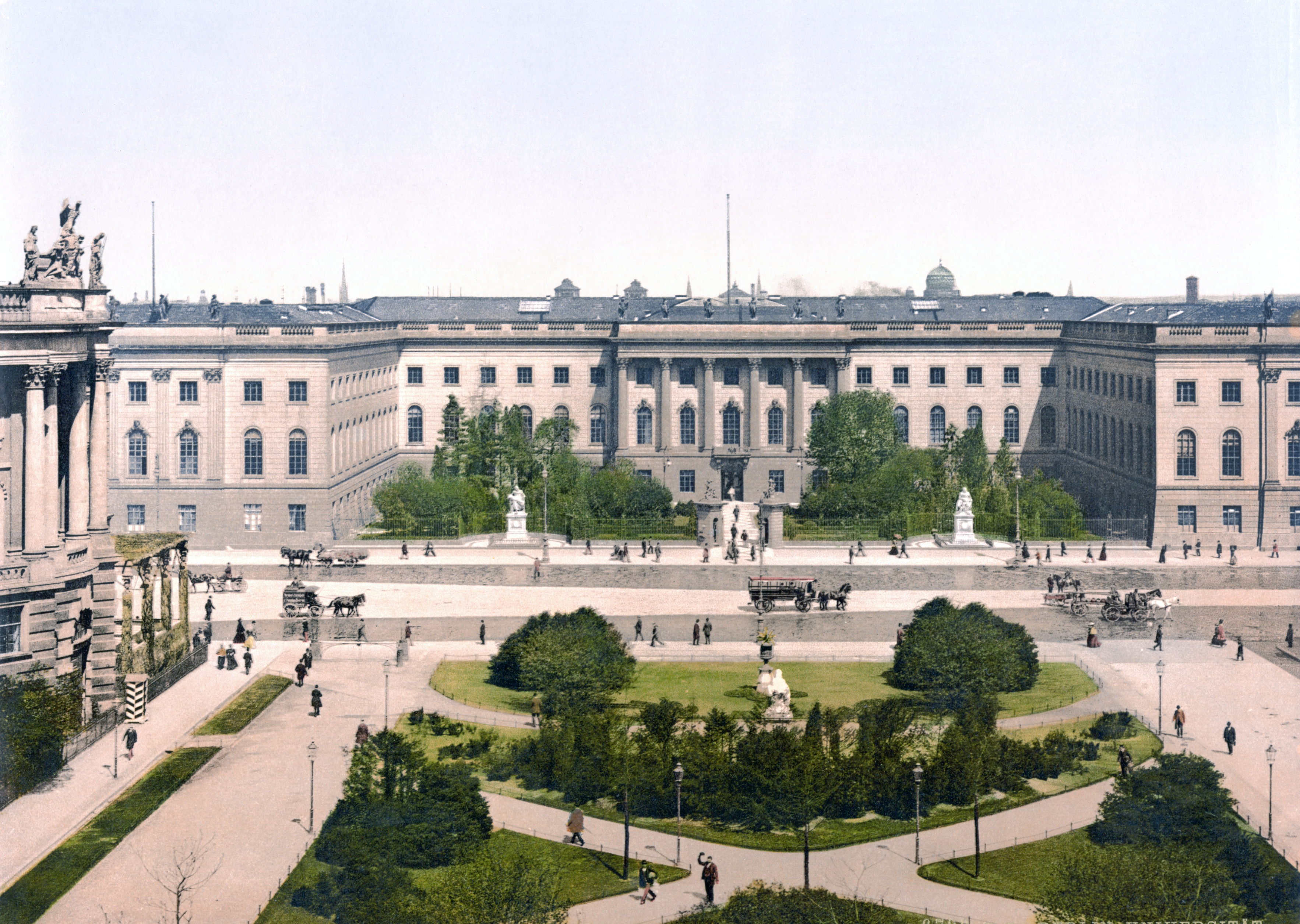
A Humboldt 1900-ban

A Humboldt Egyetem reformokkal próbálta megváltoztatni Poroszország oktatási rendszerét. Több kar is indult ennek érdekében, pl.: filológia és történelem, valamint a természettudományi, Alexander von Humboldtnak köszönhetően.
1821-ben erdészeti kar is indult, azonban ezt átvette a később alakuló Fachhochschule Eberswalde. A neves kutatók, mint például a vegyész August Wilhelm von Hofmann, a fizikus Hermann von Helmholtz, vagy a matematikus Ernst Kummer, Leopold Kronecker és Karl Weierstrass is hozzájárultak ahhoz, hogy a Humboldt nemzetközi hírnévre tegyen szert.
Már nem volt elég az Unter den Lindenen álló épület, létrejött a Charité, a Pépinière, valamint az orvosi-sebészeti kollégium.

### A náci Németországban

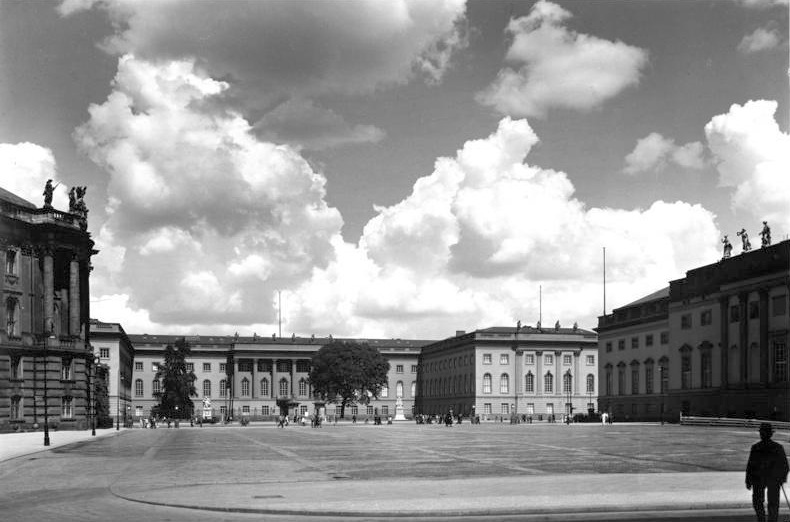
Az egyetem 1938-ban

A náci hatalomátvétel után megkezdődött a zsidó diákok és tudósok felkutatása és rágalmazása. A zsidó tanárokat bojkottálták, a hallgatóik nem egyszer fizikailag is bántalmazták őket. Valamint azokat is üldözték, akik szembefordultak a nemzetiszocializmus eszméjével. A zsidó írók könyveit egyszerűen elégették. Nagyon sok zsidó professzor diplomáját visszavették.
Az egykoron dicső egyetem ez idő tájt szégyenletes körülmények között működött. A Berlint ért súlyos bombázások a második világháborúban az egyetem épületét sem kímélték: súlyos károkat szenvedett.

### Az NDK idején

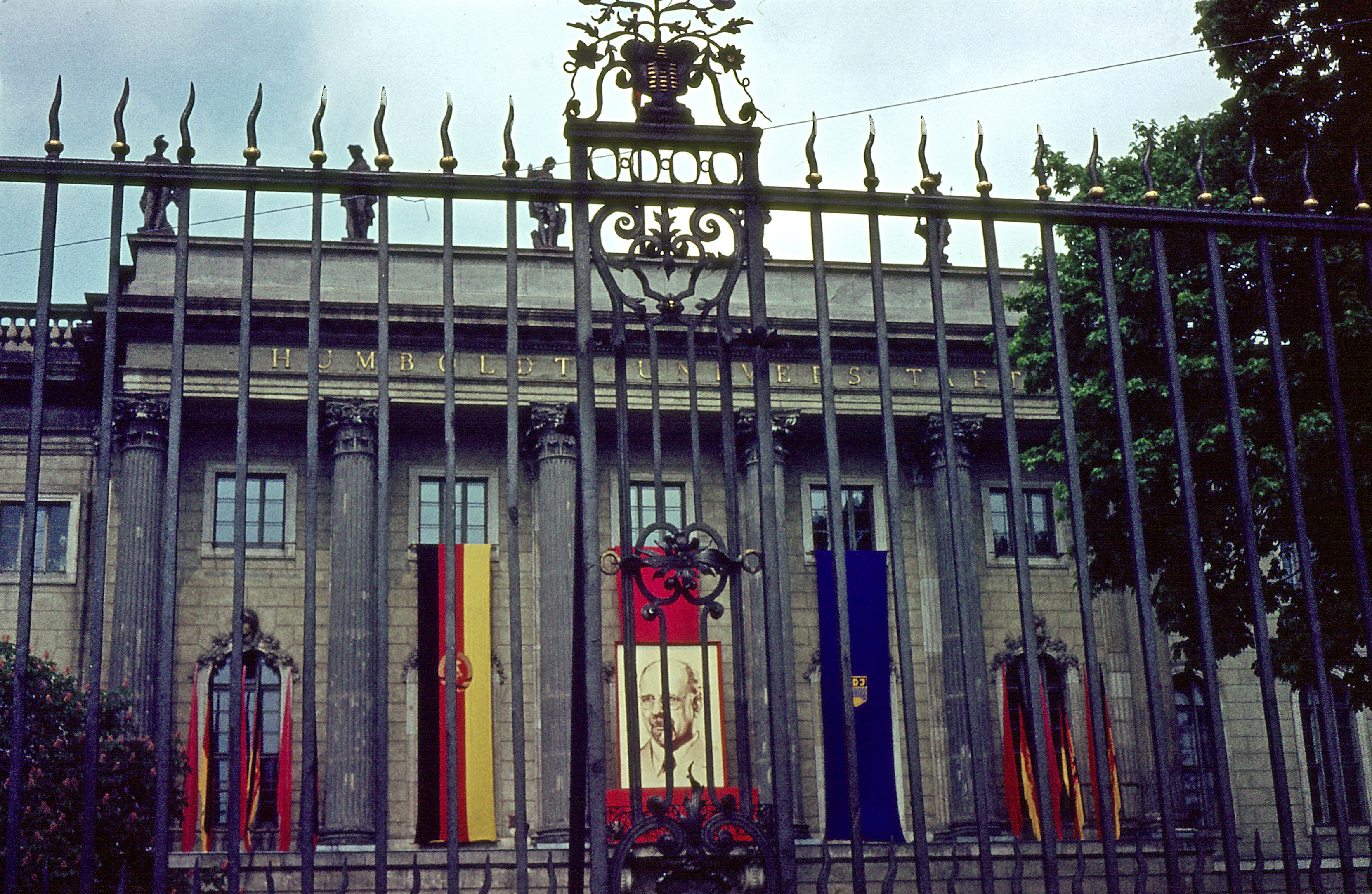
1964-ben

A második világháború után Berlint négy megszállási övezetre osztották, s az egyetem így a Szovjetunió megszállási zónájába került. Ügyeltek arra, hogy ne újraindítsák az egyetemet, hanem új egyetemet hozzanak létre: így alakult meg 1949-ben a Humboldt-Universität zu Berlin, Az egyetem az állam ellenőrzése alá került.
A Humboldt a legnagyobb egyetem volt az NDK területén, 1990-ben mintegy 150 ezer tanuló tanult itt. Nagyon sok nemzetközileg elismert professzor tanított az intézményben.

### Az egyetem ma

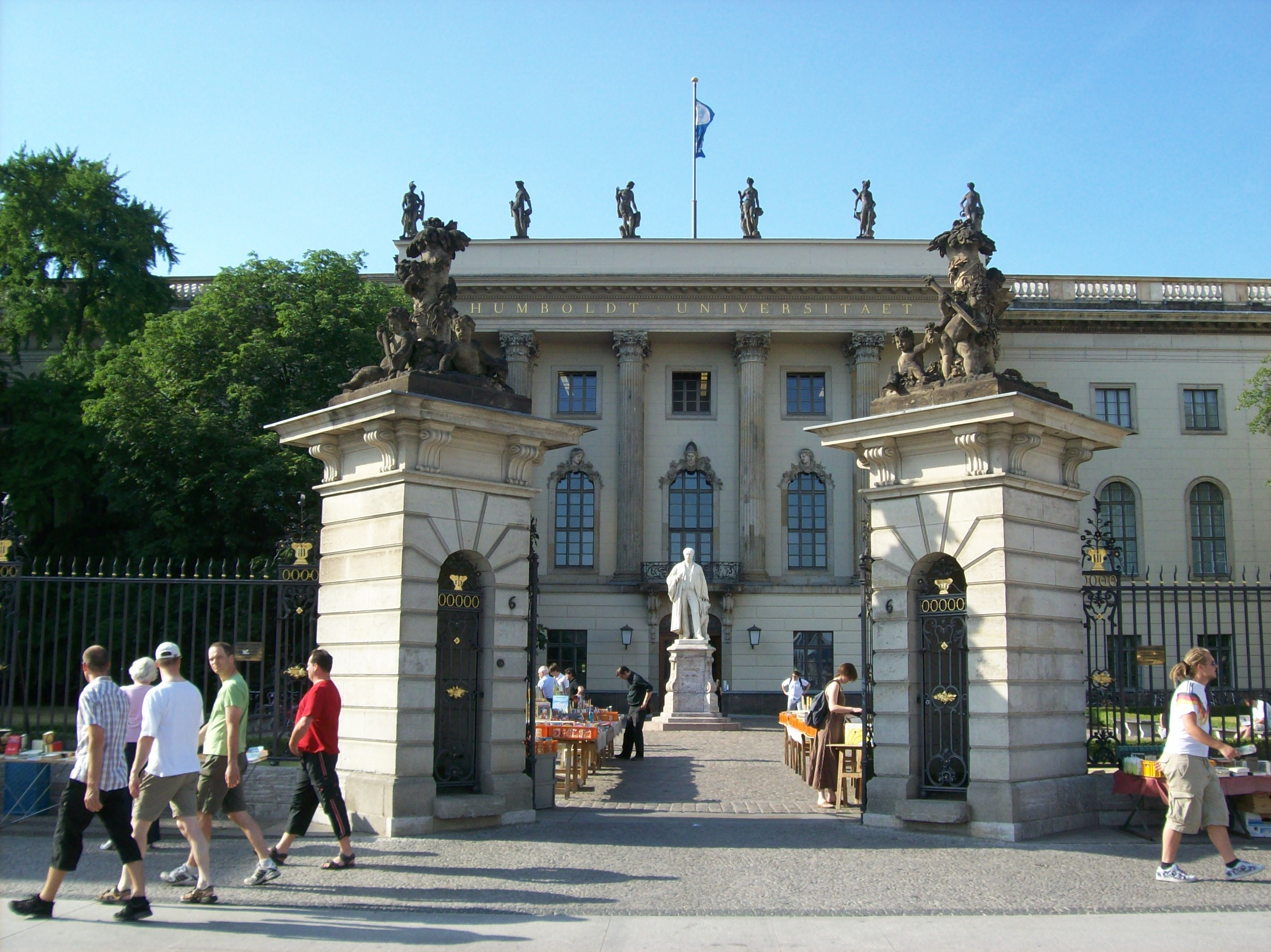
Az egyetem napjainkban

A rendszerváltást követően az egyetemet jelentős változások érték, szinte teljesen átalakult. Az újraegyesítés miatt négy nagy egyetem működött Berlinben, ezért megpróbálták a tanterveket összeegyeztetni. 
1994 óta az egyetemnek tizenegy kara van, körülbelül 300 ingatlanban. Körülbelül 170 partneriskolája van szerte a világon.

## Karok
A Humboldt Egyetem jelenleg tizenegy karra oszlik, ezek pedig a következők:
- jogtudományi
- mezőgazdasági és kertészeti
- I. számú természettudományi (fizika, biológia, kémia)
- matematika és II. számú természettudományi (matematika, számítástechnika, pszichológia és földrajz)
- Charité – Berlini Orvostudományi Egyetem (a Freie Universität Berlin és a Humboldt közös kara)
- I. számú bölcsészettudományi (filozófia, történelem, könyvtári és informatikai kar, európai etnológia)
- II. számú bölcsészettudományi (német irodalom, német nyelv és nyelvészet, nordisztika, anglisztika-amerikanisztika, romanisztika, szlavisztika, klasszika filológia)
- III. számú bölcsészettudományi (társadalomtudományi, ázsiai és afrikai tanulmányok, kultúra és művészetek)
- IV. számú bölcsészettudományi (oktatás, rehabilitációs tanulmányok, sporttudomány)
- hittudományi
- gazdaságtudományi